# Plaza de la Victoria (Génova)
La plaza de la Victoria («piazza della Vittoria» , en italiano, es una de las plazas más céntricas e importantes de Génova, Italia, situada a pocos pasos de la  estación de trenes de Genova-Brignole y del moderno complejo de oficinas de «Corte Lambruschini».

## La plaza
Entre la plaza y la estación están los jardines y caminos arbolados de la gran plaza dedicada a Giuseppe Verdi, quien estuvo muy relacionado con la capital ligur.
Junto a la plaza De Ferrari, a la que está unida mediante la Via XX settembre, antiguamente Via Giulia, y a la zona del puerto antiguo, la plaza de la victoria (dedicada en honor a la victoria italiana tras la Primera Guerra Mundial) está considerada uno de los lugares más importantes del centro de la ciudad.
También es una de las plazas más grandes de la ciudad, que por su estructura urbanística y su particular orografía no puede contar con grandes espacios abiertos sino más bien (sobre todo en proximidad del centro histórico) con estrechas plazas articuladas sobre el que era el aspecto de la ciudad en la Edad Media.
No por casualidad, antes de que se cubriera el torrente Bisagno, que la atraviesa perpendicularmente al mar, la plaza (a la que se accedía desde la antigua Porta Pila, que daba hacia la Corte Lambruschini, antiguamente Borgo Pila) estaba dedicada hasta principios del siglo XX a lugar de reunión para desfiles militares y, como tal, era conocida por los genoveses como plaza de Armas («piazza d'Armi») y todavía hoy es sede de desfiles en ocasión de manifestaciones de carácter oficial.
Mientras que por el lado oeste se accede a la Via XX Settembre y por ella a la plaza De Ferrari, el lado este de la plaza, el Viale delle Brigate Partigiane (que discurre sobre el torrente Bisagno cubierto) lleva a la Feria de Génova en el barrio de Foce y al renombrado Corso Italia, el paseo marítimo de Génova.

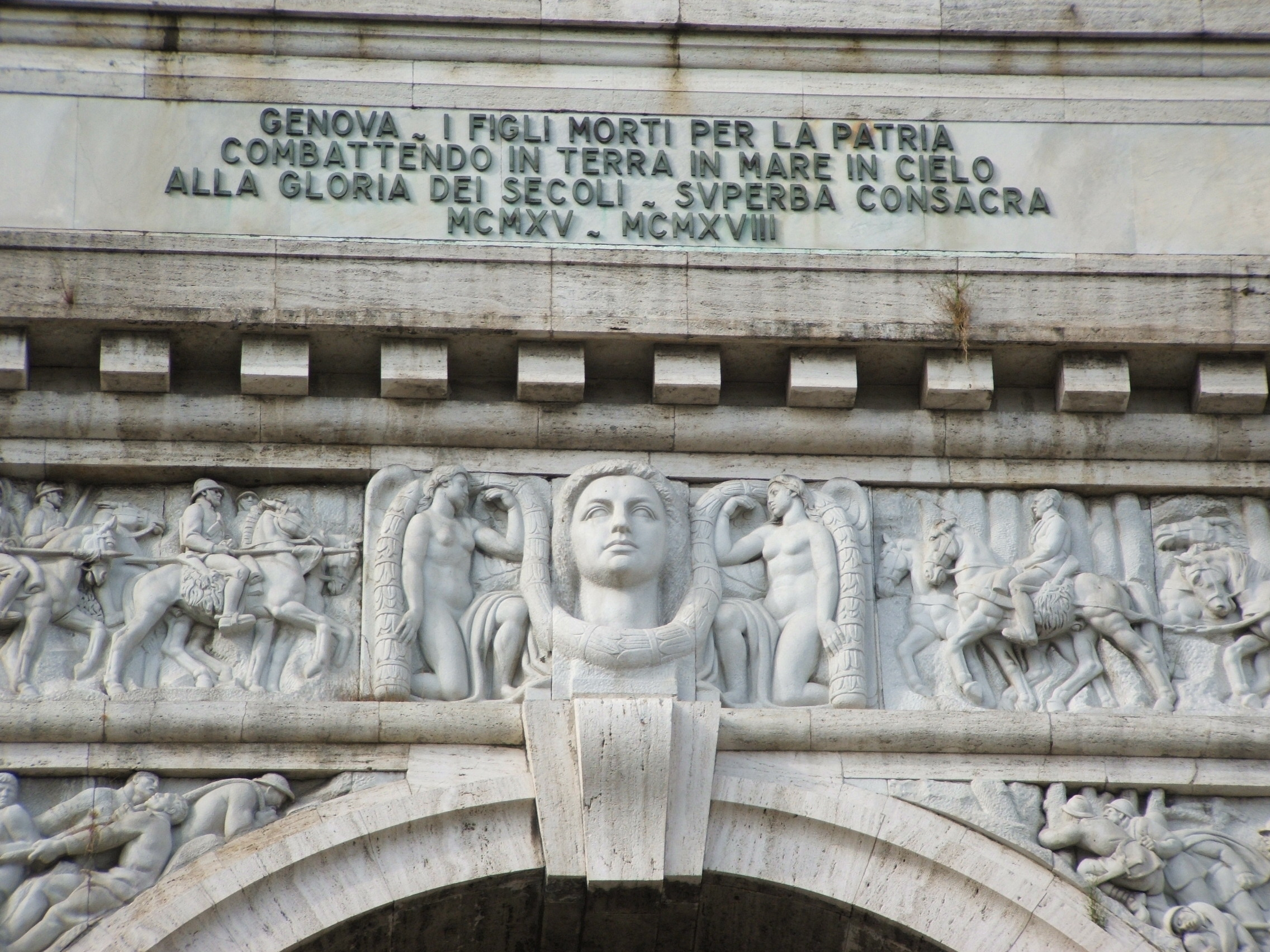
Inscripción en el arco de la Victoria.

Al fondo de la plaza, caracterizada por un imponente arco de triunfo (el arco de la victoria), monumento a los caídos de la Primera Guerra Mundial realizado en los años 1930, decorado con estatuas y bajorrelieves de varios artistas, está el Liceo Ginnasio Andrea D'Oria, dedicado al almirante Andrea Doria y, a su lado, la Scalinata delle Caravelle, que conduce a la colina de Carignano y al Ospedale Galliera. En la pradera inclinada entre las dos escalinatas están representadas en la hierba las tres carabelass de Cristóbal Colón.
La edificación de la plaza, como evidencia la arquitectura de los elegantes palacios de mármol travertino, se remonta al fascismo, y más precisamente a mediados de los años 1930, según el proyecto del arquitecto Marcello Piacentini, quien se valió, sobre todo para la realización de los palacios, de la colaboración de arquitectos locales. También trabajaron en ellos Beniamino Bellati y el escultor Giuseppe Dazzi en los palacios Jacazio, Cristoforo Ginatta para el palacio Nafta, y Giuseppe Tallero en el palacio Angiolini. El propio Piacentini diseñó el Palazzo INPS y junto a Aldo Camposampietro los palacios Garbarino y Sciaccaluga; junto a los artistas Dazzi y Edoardo De Albertis es el autor del arco de la victoria.
En la plaza tienen inicio muchas de las líneas extraurbanas que unen la ciudad con los otros municipios de la provincia.
En los edificios que rodean la plaza tienen su sede los consulados de Perú y el Reino Unido y la sede local de la Corporación Nacional de Hidrocarburos (ENI).

## Historia

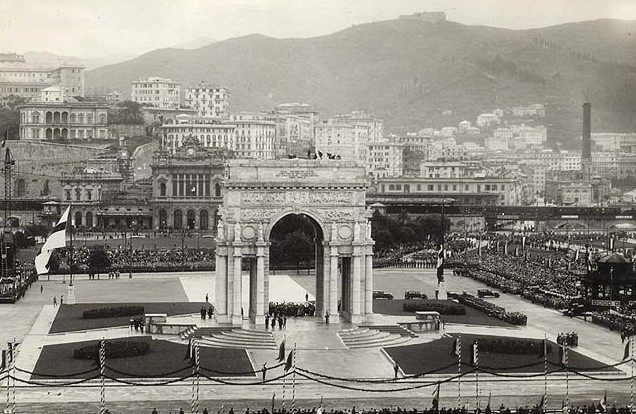
31 de mayo de 1931: inauguración del arco de la Victoria.

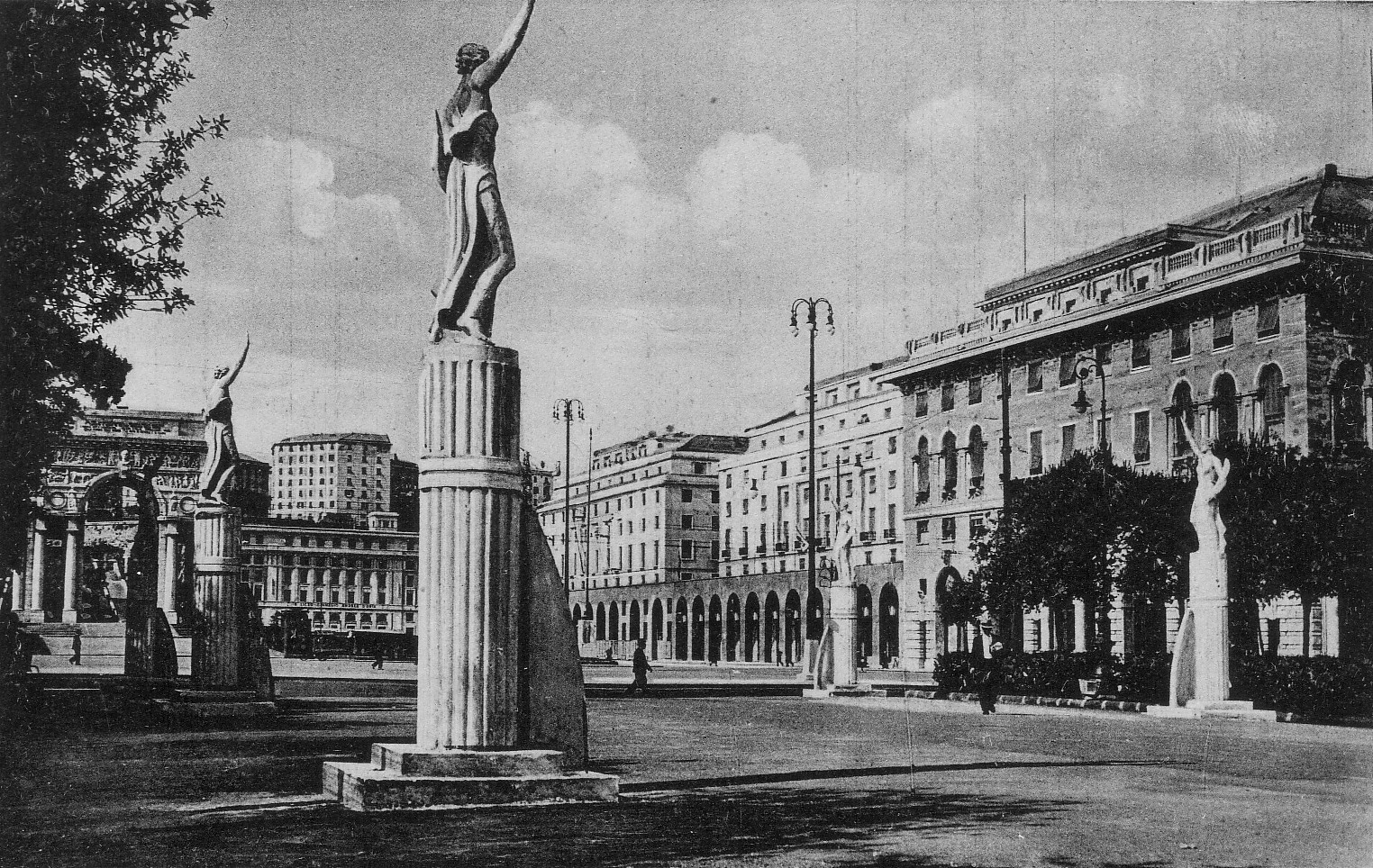
Los fasci littori en la plaza.

Antes de la construcción de la plaza de la Victoria en los años treinta, existía en esta zona llana una vasta pradera, obtenida tras la demolición (realizada en 1892 en ocasión del cuatrocientos aniversario del Descubrimiento de América) de las llamadas Fronti Basse sul Bisagno, que constituían el frente de la cinta de murallas levantina del siglo XVII. Esta explanada fue sede de exposiciones (empezando en las Colombiane del 1892), desfiles y parque de atracciones.
En la explanada también celebró espectáculos el circo de Buffalo Bill cuando pasó por Génova en su gira europea; de este suceso se conservan algunas fotos. Una pequeña zona de esta explanada estaba dedicada al juego del «pallone» (balón) y a las primeras salidas en bicicleta.
El Papa Juan Pablo II (en visita pastoral a la ciudad y la archidiócesis) realizó en esta plaza la beatificación de santa Virginia Centurione Bracelli el 22 de septiembre de 1985. Juan Pablo II celebró de nuevo la eucaristía en esta plaza el 14 de octubre de 1990 durante su segunda visita a la ciudad.
En los años 1990 se construyó bajo la plaza un aparcamiento subterráneo, que se hacía cada día más urgente a causa de la carencia crónica de aparcamiento de la que sufre el centro de Génova, que rodea la zona dedicada a aparcamiento al aire libre. Durante las excavaciones del aparcamiento salieron a la luz los cimientos de las Fronti Basse. El aparcamiento se dio en concesión a APCOA Parking AG durante 99 años.
A principios de los años 2000, gracias a sus dimensiones, ha albergado varios conciertos, entre otros de Buio Pesto, la etapa genovesa del CocaCola Live@MTV 2005, con invitados como Gemelli Diversi, Nek y Laura Pausini, y el concierto de Lucio Dalla y Francesco De Gregori durante la noche en blanco de septiembre de 2010, así como Antonello Venditti en la noche en blanco de 2011.[cita requerida]
En 2004 se realizó en esta plaza la salida del prólogo de la primera etapa del 87° Giro de Italia, etapa que ganaría el australiano Bradley McGee.
Desde septiembre de 2009 la plaza alberga anualmente el "Oktoberfest Genova"; el único Oktoberfest oficial reconocido legalmente por las autoridades bávaras.
El 1 de diciembre de 2013 la plaza albergó el V3Day, promovido por el Movimiento 5 Estrellas.

## Edificios adyacentes a la plaza
- Palazzo Nafta
- Palazzo INPS
- Palazzi Jacazio
- Palazzi Garbarino e Sciaccaluga
- Palazzo Angiolini
- Palazzo Cassa di Risparmio
- Arco della Vittoria